# 머홀랜드 폴스
《머홀랜드 폴스》(영어: Mulholland Falls) 혹은 멀홀랜드 폴스는 미국에서 제작된 리 타마호리 감독의 1996년 네오누아르 범죄 스릴러 영화이다. 닉 놀티, 멜러니 그리피스 등이 출연하였고, 리처드 D. 재넉 등이 제작에 참여하였다.

## 출연
- 닉 놀티
- 멜러니 그리피스
- 채즈 팰민테리
- 마이클 매드슨
- 크리스 펜
- 트리트 윌리엄스
- 제니퍼 코널리
- 대니얼 볼드윈
- 앤드루 매카시
- 존 맬커비치
- 카일 챈들러
- 브루스 던
- 루이즈 플레처
- 타이터스 웰리버

## 기타 제작진
- 미술: 리처드 실버트
- 의상: 엘런 미로지닉